# 北周庄站
北周庄站是一个北同蒲线上的铁路车站，位于山西省朔州市山阴县北周庄镇，建于1939年，目前为四等站，邮政编码为038407。目前客运：办理旅客乘降；不办理行李、包裹托运；货运：办理整车货物发到；不办理危险货物发到。